# Stazione di Brest
La stazione di Brest (in francese Gare de Brest) è la principale stazione ferroviaria di Brest, Francia.